# ميهالي توما
ميهالي توما (بالمجرية: Toma Mihály)‏ هو مصارع هاوي مجري، ولد في 6 مارس 1948 في Nagybánhegyes ‏ في المجر.

## وصلات خارجية
- ميهالي توما على موقع قاعدة بيانات المصارعة الدولية (الإنجليزية)
- ميهالي توما على موقع أوليمبيديا (الإنجليزية)
- ميهالي توما على موقع اللجنة الأولمبية المجرية (الهنغارية)